# Botryobasidium tuberculisporum
Botryobasidium tuberculisporum ist eine Ständerpilzart aus der Familie der Traubenbasidienverwandten (Botryobasidiaceae). Sie bildet resupinate, spinnwebartige Fruchtkörper aus, die auf Totholz wachsen. Das Verbreitungsgebiet von Botryobasidium tuberculisporum liegt auf Taiwan. Die Anamorphe der Art ist nicht bekannt.

## Merkmale

### Makroskopische Merkmale
Botryobasidium tuberculisporum besitzt weiße bis gelbgraue, gespinstartige Fruchtkörper, die resupinat (also vollständig anliegend) auf ihrem Substrat wachsen und unter der Lupe leicht netzartig erscheinen.

### Mikroskopische Merkmale
Wie bei allen Traubenbasidien ist die Hyphenstruktur von Botryobasidium tuberculisporum monomitisch, besteht also nur aus generativen Hyphen, die sich rechtwinklig verzweigen. Die Basalhyphen sind bräunlich bis gelblich, 4–8 µm breit und nicht inkrustiert. Die 4–8 µm dicken Subhymenialhyphen sind hyalin, dünnwandig und cyanophil. Die Art verfügt nicht über Zystiden oder Schnallen. Die viersporigen Basidien der Art wachsen in Nestern, werden 20–24 × 7–8 µm groß und sind eingeschnürt bis subzylindrisch. Die Sporen sind ellipsoid bis eiförmig und meist 6–7 × 4–4,5 µm groß. Sie sind stachelwarzig und leicht dickwandig.

## Verbreitung
Die bekannte Verbreitung von Botryobasidium tuberculisporum umfasst lediglich Taiwan.

## Ökologie
Botryobasidium tuberculisporum ist ein Saprobiont, der Totholz besiedelt. Die Substrate der Art wurden bislang nicht näher bestimmt.